# مسجد حاجي شهلا
مسجد حاجي شهلا (بالأذرية: Hacı Şəhla məscidi)‏، بالإنجليزية: Haji Shahla Mosque، بالفارسية: مسجد حاجی شهلا): هو نصب معماري يعود تاريخه إلى القرن الرابع عشر، يقع في بلدة بالاخاني في باكو. يشير النقش الموجود على المسجد إلى أنه تم بناؤه في عامي 1385-1386 بأمر من حاجي شهلا بن شاكر بن مصطفى كوشكين.
بعد استعادة أذربيجان استقلالها، تم إدراج المبنى في قائمة المعالم التاريخية والثقافية الهامة الغير منقولة في البلاد، وفقا للقرار رقم 132 الصادر عن مجلس وزراء أذربيجان في 2 أغسطس 2001.

## التاريخ
تم بناء مسجد حاجي شهلا في عامي 1385-1386 خلال فترة الشروانشاه على تلة مرتفعة في مقبرة قرية بالاخاني. يتكون المسجد من بوابة دخول وغرفة داخلية. فوق بوابة المدخل، يوجد نقش مكون من سطرين ينص على: أن هذا البناء يخص حاجي شهلا بن شاكر بن مصطفى كوشكين.